# Bulghar

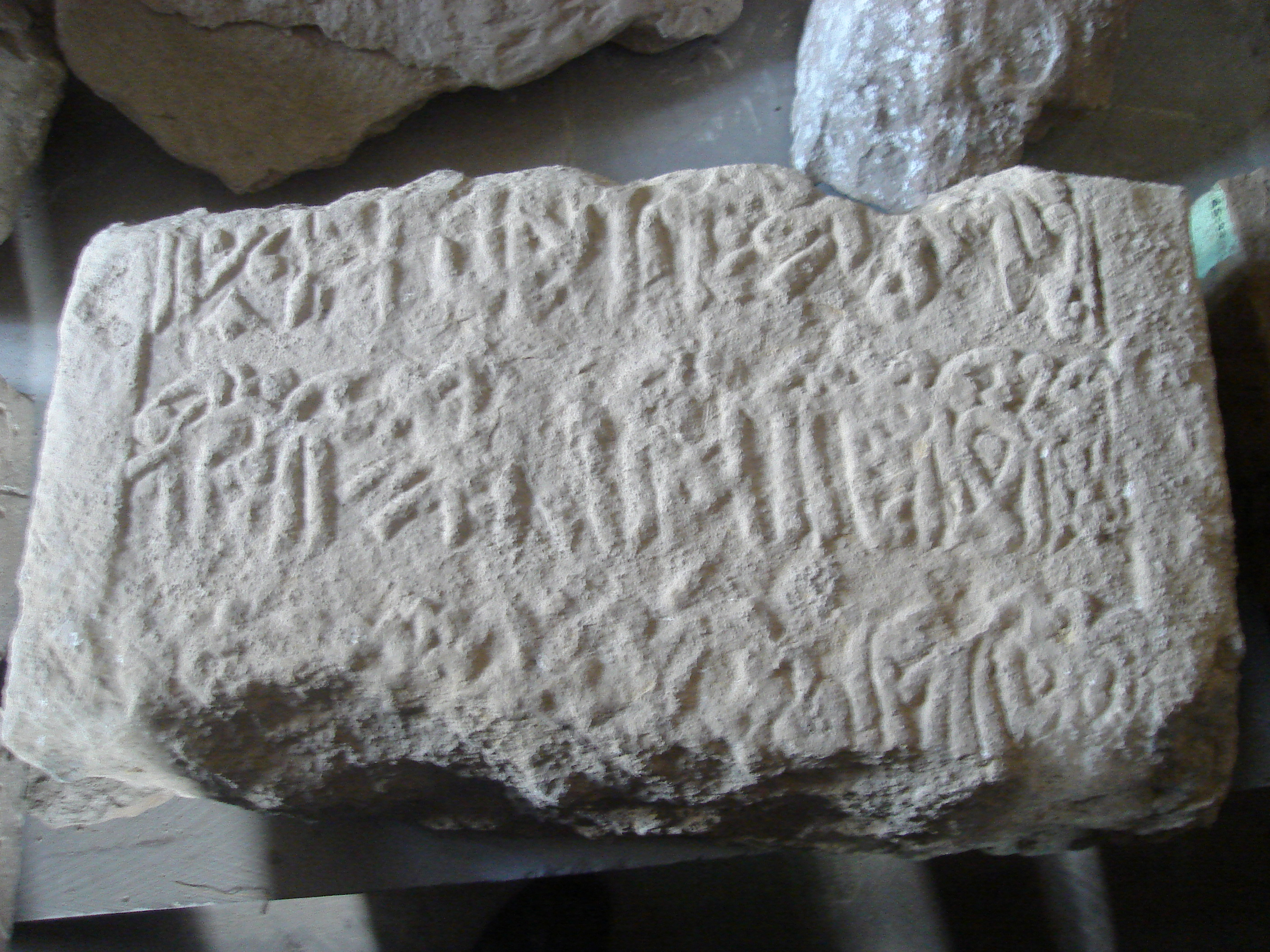
Gravsten från Bulghar.

Bulghar (alt. Bulgar, Bolgar eller Bolgary) var det volgabulgariska rikets huvudcentra mellan 700-talet och 1400-talet. Bulghar var under sin tid Östrysslands främsta handelsstad, dess roll som sådan övertogs senare av Kazan och därefter av Nizjnij Novgorod. 
Känt bland annat för besök av nordiska vikingar under 700-, 800- och 900-talet. Den arabiske författaren och resenären Ibn Fadlan lär ha besökt Bulghar på 900-talet. I Bulghar ska han ha mött en grupp män som kallades ruser som enligt vissa historiker kan ha varit nordbor. Ibn Fadlan beskrev rusernas seder som han fann vara mycket barbariska. Medeltida resenärer beskriver Bulghar som en ganska stor stad med många praktfulla byggnader; moskéer och stora palats. Staden upplevde en nedgångsperiod efter att ha blivit plundrad 1361. 
Platsen ligger idag strax utanför den moderna staden Bolgar. De kvarstående ruinerna av staden härrör huvudsakligen från tiden efter 1230-talet. På 1700-talet fanns stora delar av staden ännu kvar, men ruinerna förstördes under 1900-talet. Kvar finns lämningarna efter några torn, en moské, två minareter och en badhusanläggning. Myntfynd visar att staden var en central knutpunkt i handeln mellan arabvärlden och Norden under 900-talet.